# Sainte-Ode
Sainte-Ode ist eine belgische Gemeinde im Arrondissement Bastogne der Provinz Luxemburg.
Die Gemeinde besteht aus den Ortsteilen Amberloup (Verwaltungssitz), Lavacherie und Tillet.

## Weblinks

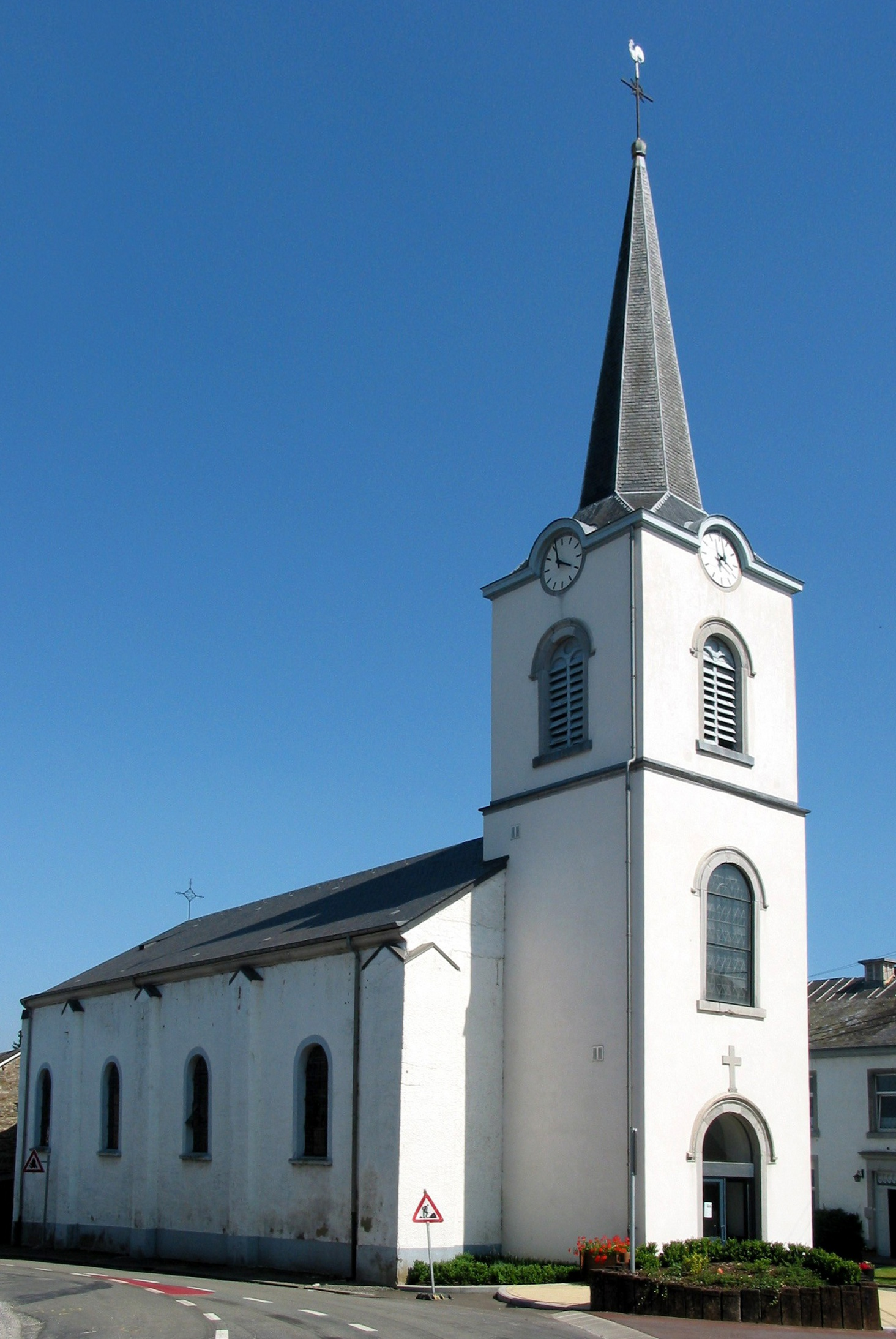
Kirche Saint-Aubin et Saint-Antoine, Lavacherie

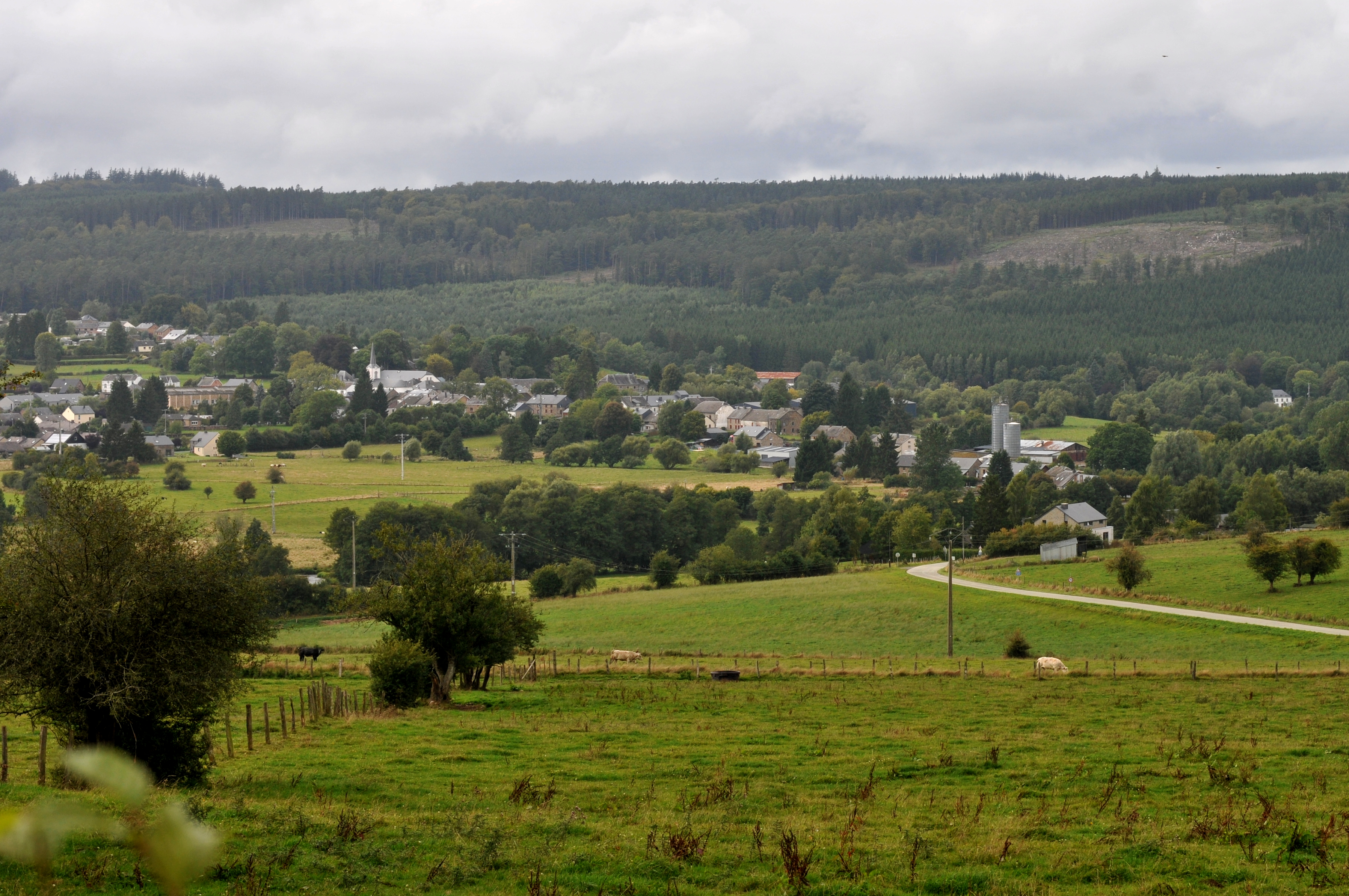
Sainte-Ode

## Persönlichkeiten
- Thomas Meunier (* 1991), Fußballspieler